# Phoenix Arizona
Pour plus de détails, voir Fiche technique et Distribution.
Phoenix Arizona (Smoke Signals en anglais) est une comédie dramatique américaine de 1998 réalisé par Chris Eyre.

## Synopsis
Le 4 juillet 1988, le jour de la Fête d'indépendance, après une nuit de beuverie, Arnold Joseph monte dans sa camionnette jaune et disparaît à jamais, laissant derrière lui sa femme Arlene et son fils Victor, alors âgé de douze ans. Dix ans plus tard, Arlene et Victor apprennent qu'Arnold Joseph vient de mourir d'une crise cardiaque dans une caravane miteuse à Phoenix, en Arizona. Thomas, un ami d'enfance de Victor, qui sait qu'il manque d'argent pour aller chercher les cendres de son père, propose de financer le voyage, à condition de l'emmener avec lui.

## Fiche technique
- Titre : Phoenix Arizona
- Titre original : Smoke Signals
- Réalisation : Chris Eyre
- Scénario : Sherman Alexie
- Musique : BC Smith
- Production : Larry Estes et Scott M. Rosenfelt
- Société de distribution : Mars Distribution
- Langue : anglais
- Dates de sortie :
  -  États-Unis : 26 juin 1998
  -  France : 21 avril 1999

## Distribution
- Adam Beach : Victor Joseph
- Evan Adams : Thomas Builds-the-Fire
- Irene Bedard : Suzy Song
- Gary Farmer : Arnold Joseph
- Tantoo Cardinal : Arlene Joseph
- Cody Lightning : Victor Joseph jeune
- Simon Baker : Thomas Builds-the-Fire jeune
- Monique Mojica : Grandma Builds-the-Fire
- Perrey Reeves : Holly